# Klinowa Czuba
Die Klinowa Czuba ist ein Berg in der polnischen Westtatra mit 1276 Metern Höhe. Sie liegt auf dem Gemeindegebiet von Kościelisko.

## Lage und Umgebung
Die Klinowa Czuba liegt in der polnischen Tatra über dem Tal Dolina Chochołowska.

## Tourismus
Auf den Gipfel führen keine markierten Wanderwege. Der Gipfel ist jedoch von den umliegenden Tälern gut einsehbar.
Als Ausgangspunkt für eine Besteigung der Wanderwege um den Gipfel eignen sich die Ornak-Hütte und die Chochołowska-Hütte.

## Belege
- Zofia Radwańska-Paryska, Witold Henryk Paryski, Wielka encyklopedia tatrzańska, Poronin, Wyd. Górskie, 2004, ISBN 83-7104-009-1.
- Tatry Wysokie słowackie i polskie. Mapa turystyczna 1:25.000, Warszawa, 2005/06, Polkart, ISBN 83-87873-26-8.

## Panorama

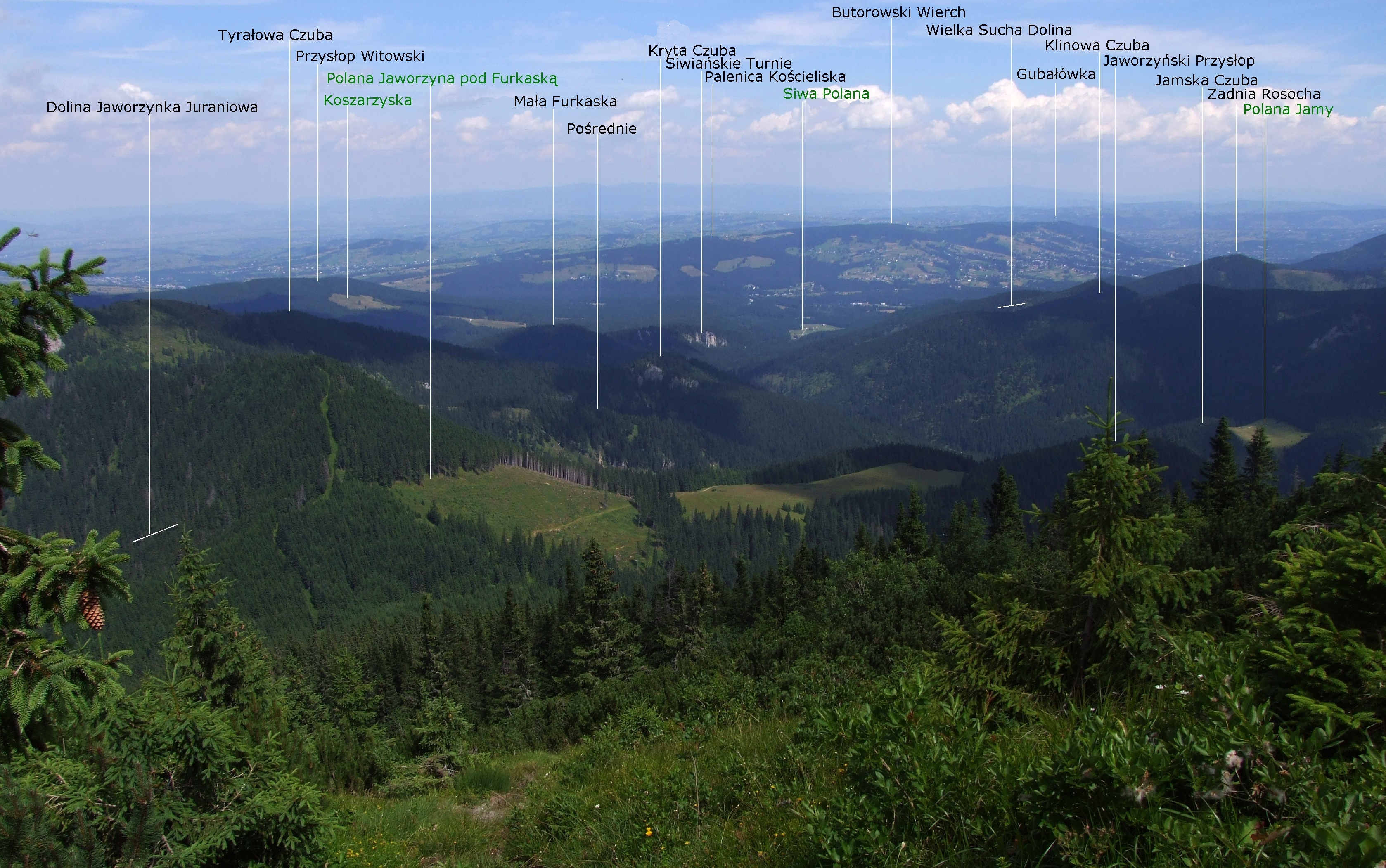
Blick vom Bobrowiec, Gipfel rechts im Bild